# Hvidskævinger
Hvidskævinger er en slægt af delfiner. Arterne er kendetegnet ved at være middelstore, havlevende delfiner. 

## Systematik
Genetiske undersøgelser tyder på, at slægten er polyfyletisk, dvs. en samling af arter, der ikke er nærmere beslægtet. Traditionelt er slægten anbragt i underfamilien Delphininae (egentlige delfiner), men genetiske undersøgelser tyder på at fire af arterne hører hjemme i en anden underfamilie, Lissodelphininae (lissodelfiner).

### Arter
De nuværende seks arter:
- Hvidnæse, Lagenorhynchus albirostris, Nordatlanten
- Hvidskæving, Lagenorhynchus acutus, Nordatlanten

De to ovenstående hører til blandt de egentlige delfiner, men nærmere slægtskabsforhold er uklare.
- Stillehavshvidskæving, Lagenorhynchus obliquidens, Nordlige Stillehav
- Mørk hvidskæving, Lagenorhynchus obscurus, sydlige halvkugle

De to ovenstående er søsterarter. De er foreslået flyttet til en ny slægt, Sagmatias, i underfamilien Lissodelphininae.
- Sydlig hvidskæving, Lagenorhynchus australis, sydlige Sydamerika
- Korshvidskæving, Lagenorhynchus cruciger, Sydhavet

De to ovenstående er søsterarter. De er nært beslægtet med arterne i Cephalorhynchus og det er foreslået at flytte dem til denne slægt (i underfamilien Lissodelphininae).